# CBS 낮 종합뉴스
CBS 낮 종합뉴스는 CBS 표준FM에서 방송했던 라디오 뉴스 프로그램이다.

## 역사
1987년 10월 19일 CBS가 보도기능을 회복하면서 첫방송을 시작했으며, 원래는 오전 11시 30분에 방송됐으나, 2015년 9월 14일부터 낮 12시로 시간대를 이동하여 방송하다가, 2018년 11월 14일 방송을 마지막으로 폐지되었다.

## 역대 방송시간
| 방송 채널  | 방송 기간                           | 방송 시간                    |
| ---------- | ----------------------------------- | ---------------------------- |
| CBS 표준FM | 1987년 10월 19일 ~ 2009년 10월 18일 | 매일 오전 11:30 ~ 낮 12:00   |
| CBS 표준FM | 2009년 10월 19일 ~ 2015년 9월 13일  | 매일 오전 11:30 ~ 오전 11:50 |
| CBS 표준FM | 2015년 9월 14일 ~ 2018년 11월 4일   | 매일 낮 12:00 ~ 낮 12:15     |

## 앵커
- 박명규, 박재홍 아나운서(남)
- 김용신 아나운서(여)

## 지역 방송국 프로그램
| 방송국      | 프로그램 타이틀                | 주중 진행자                    |
| ----------- | ------------------------------ | ------------------------------ |
| 강원CBS     | CBS 낮 종합뉴스 강원           | 박윤경, 서정암                 |
| 강원영동CBS | CBS 낮 종합뉴스 강원영동       | 전진, 최진성                   |
| 청주CBS     | CBS 낮 종합뉴스 충북           | 이한솔, 최영실                 |
| 대전CBS     | CBS 낮 종합뉴스 대전 세종 충남 | 서경희, 이태헌, 한정혜         |
| 전북CBS     | CBS 낮 종합뉴스 전북권뉴스     | 양송희, 유연수, 임경희         |
| 광주CBS     | CBS 낮 종합뉴스 광주·전남      | 정정섭, 서수현, 한선미         |
| 전남CBS     | CBS 낮 종합뉴스 전남동부권     | 유영주, 임종훈                 |
| 대구CBS     | CBS 낮 종합뉴스 대구·경북      | 김나영, 박준상, 지영애         |
| 포항CBS     | CBS 낮 종합뉴스 포항           | 김유정, 유상원                 |
| 부산CBS     | CBS 낮 종합뉴스 부산           | 김정현, 김주현, 장문상, 정희경 |
| 울산CBS     | CBS 낮 종합뉴스 울산           | 김유리, 박나은                 |
| 경남CBS     | CBS 낮 종합뉴스 경남           | 정혜영                         |
| 제주CBS     | CBS 낮 종합뉴스 제주           | 류도성, 박혜진                 |